# 33990 Kathleenmcbride
33990 Kathleenmcbride este o planetă minoră (asteroid) din centura de asteroizi. A fost descoperită pe 4 iulie 2000 la Stația Anderson Mesa de Lowell Observatory Near-Earth-Object Search. 
Obiectul prezintă o orbită caracterizată de o semiaxă mare de 2,4369618 UAi, o excentricitate de 0,19, o înclinație de 2,08767 ° în raport cu ecliptica.